# Josep Joaquim Castelló i Ferre
Josep Joaquim Castelló i Ferre (Bocairent, Vall d'Albaida, 1747 – Cadis, 22 de gener de 1813) fou un intel·lectual i polític valencià. Va exercir com a professor de filosofia a la Universitat de València i com a geògraf, amic del botànic Antoni Josep Cavanilles i Palop. També fou membre del Consell Suprem de Guerra i Marina, i Intendent d'Extremadura. Va ser elegit diputat per València a les Corts de Cadis el 1810.
Hom considera que fou el diputat valencià que es mostrà millor definit políticament com a liberal moderat i defensor del principi modern de la separació de poders. Defensà les atribucions de les Corts, era contrari a compartir el poder legislatiu amb el rei i atacà els privilegis senyorials, tot i que des d'una postura moderada. Va ser un dels signants de la Constitució espanyola de 1812. Va morir a Cadis el 22 de gener de 1813, víctima de l'epidèmia de febre groga que assolà la ciutat.

## Obres
- Descripción geográfica del reyno de Valencia formada por corregimientos (1783)